# Astrid Geisler (Journalistin)
Astrid Geisler (* 1974 in Gießen) ist eine deutsche Journalistin und Buchautorin. Sie ist stellvertretende Leiterin im Ressort Investigative Recherche und Daten der Wochenzeitung Die Zeit und Zeit Online. Ihre Arbeit wurde unter anderem mit dem Theodor-Wolff-Preis ausgezeichnet.

## Werdegang
Geisler ist im mittelhessischen Dillenburg aufgewachsen. Von 1994 bis 2000 studierte Geisler Diplom-Journalistik an der Ludwig-Maximilians-Universität in München. Im selben Zeitraum von 1994 bis 1999 gehörte sie der 33. Lehrredaktion der Deutschen Journalistenschule München an. Im Jahr 1997 war sie Stipendiatin der französischen Regierung, studierte Politik am Institut d’études politiques de Paris und absolvierte ein Praktikum in der französischen Nationalversammlung.
In den Jahren 2000 bis 2002 war sie Politikredakteurin beim Berliner Online-Dienst Netzeitung. Danach arbeitete sie bis 2004 als Norddeutschland-Korrespondentin für die Nachrichtenagentur Agence France-Presse (AFP). Als freie Journalistin schrieb sie Artikel und Reportagen für die Frankfurter Rundschau, die Süddeutsche Zeitung, das Jetzt-Magazin und die taz. Von 2004 bis 2015 war sie Redakteurin der taz. Sie arbeitete im Inlandsressort, dem Parlamentsbüro und als Reporterin unter anderem zu den Schwerpunkten Innere Sicherheit, Rechtsextremismus und die Partei Die Grünen. 2015 ging sie zur Wochenzeitung Die Zeit. Derzeit (August 2024) ist sie stellvertretende Leiterin des Ressorts Investigative Recherche und Daten von Zeit und Zeit Online.
2013 veröffentlichte sie ein kritisches Buch über ihre Erlebnisse als Mitglied der Piratenpartei. Aufhänger ihrer Kritik war unter anderem die Tatsache, dass sie versehentlich zweimal einen Zugang zu der Parteisoftware Liquid Feedback bekommen hatte. Dabei monierte sie vor allem die Tatsache, dass die Partei zu lange zu wenig unternahm, solche Doppel- oder gar Mehrfachstimmen schon im Keime zu verunmöglichen.

## Auszeichnungen
- 2003: Vattenfall Nachwuchs-Reportage-Preis Ostenergie für ihren Artikel Ankunft an der falschen Küste[3]
- 2005: Stipendiatin des Netzwerk Recherche
- 2005: Otto-Brenner-Preis (Recherche-Stipendium)
- 2006: Medienpreis Mecklenburg-Vorpommern für den Artikel Das vergessene Land[4]
- 2006: Nominierung für den Goldenen Prometheus als Newcomer des Jahres 2006
- 2007: Theodor-Wolff-Preis in der Kategorie Allgemeines für den Artikel Das vergessene Land über Bargischow[5]
- 2016: Deutscher Reporterpreis in der Kategorie Datenjournalismus für „Es brennt in Deutschland“[6][7]
- 2020: Nominierung für den Nannen Preis in der Kategorie Investigation[8]

## Veröffentlichungen
- mit Christoph Schultheis: Heile Welten. Rechter Alltag in Deutschland. Hanser, München 2011, ISBN 978-3-446-23578-6; BpB, Bonn 2011, ISBN 978-3-8389-0161-9[9][10]
- Piratenbraut. Meine Erlebnisse in der wildesten Partei Deutschlands. Kiepenheuer & Witsch, Köln 2013, ISBN 978-3-462-04530-7